# Cristilabrum simplex
Cristilabrum simplex é uma espécie de gastrópode  da família Camaenidae.
É endémica da Austrália.